# ALICE
ALICE (A Large Ion Collider Experiment) è un rivelatore costruito per LHC presso il CERN di Ginevra in Svizzera. È un progetto portato avanti da una collaborazione di un migliaio di ricercatori appartenenti a 86 istituti di 29 paesi che ha come fine la costruzione di un rivelatore di ioni pesanti che consenta di esaminare gli effetti delle interazioni fra nuclei pesanti alle energie ottenibili con il Large Hadron Collider.

## Obiettivi

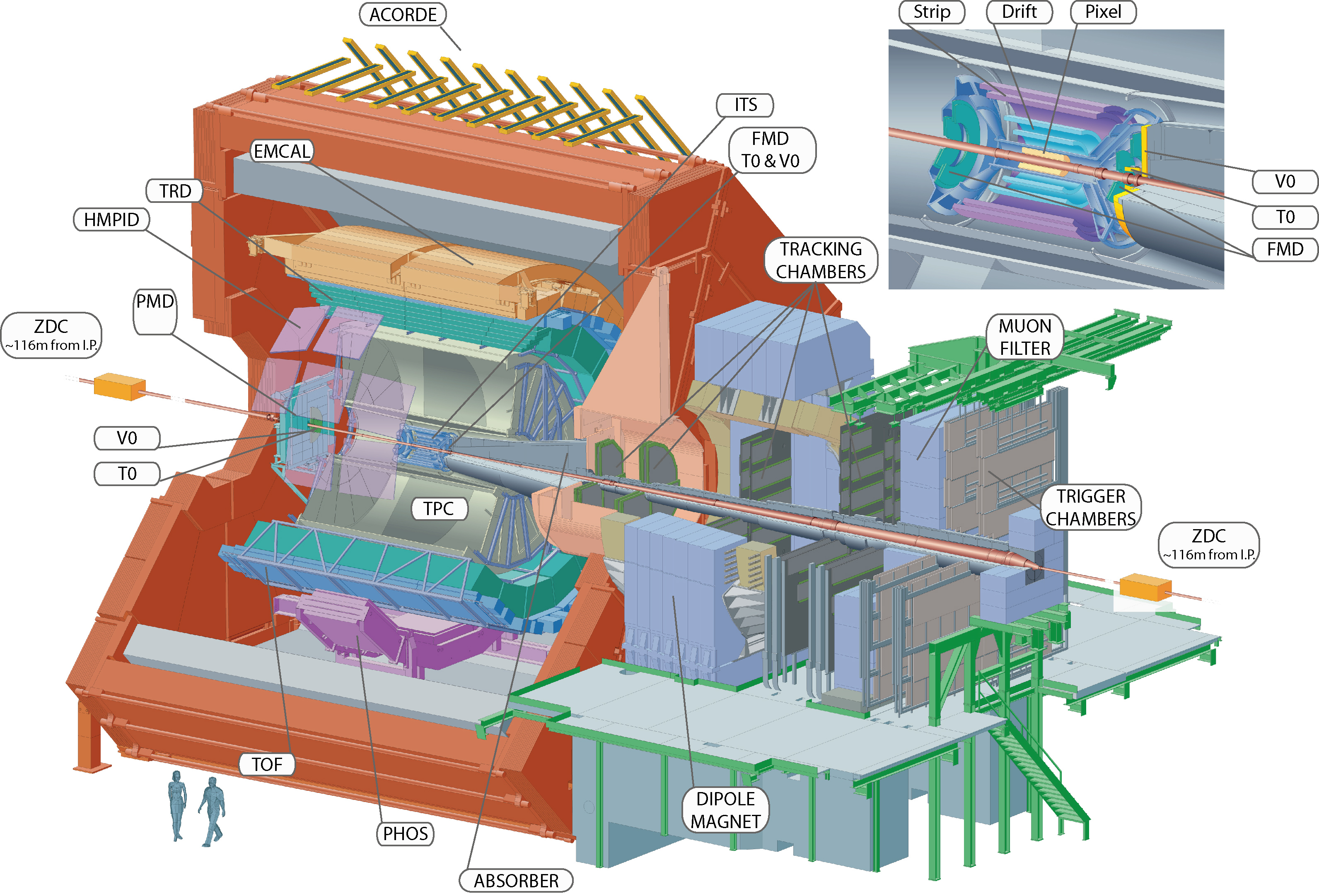
Vista generata al computer dei 18 rivelatori dell'esperimento ALICE

Lo scopo scientifico è quello di studiare urti tra nuclei di piombo a un'energia del centro di massa di 2,76 TeV per coppia di nucleoni. Si prevede che la temperatura e la densità di energia risultanti siano abbastanza per produrre una fase di materia chiamata plasma di quark e gluoni (acronimo inglese QGP), nel quale i quark e i gluoni sono liberi. Si crede che simili condizioni siano esistite una frazione di secondo dopo il Big Bang, prima che i quark e i gluoni si legassero per formare gli adroni.
L'evidenza sperimentale di questa fase e le sue proprietà costituiscono questioni centrali per la cromodinamica quantistica (QCD) ai fini della comprensione del confinamento di colore e della restaurazione della simmetria chirale. Per questo motivo il progetto ALICE si propone di portare avanti uno studio ad ampio raggio degli adroni, degli elettroni, dei muoni e dei fotoni prodotti nella collisione dei nuclei pesanti. ALICE studia anche collisioni protone-protone per confrontarle con le collisioni piombo-piombo nelle condizioni fisiche alle quali questo progetto è competitivo con altri esperimenti che saranno condotti con LHC.